# Fatih Birol
Fatih Birol (ur. 1958 w Ankarze) – turecki ekonomista, od 2015 roku dyrektor (ang. executive director) Międzynarodowej Agencji Energetycznej (MAE), wcześniej jej główny ekonomista.

## Życiorys
Fatih Birol urodził się w 1958 w Ankarze. Uzyskał stopień bakałarza z elektroenergetyki na Uniwersytecie Technicznym w Stambule, a następnie tytuł magistra (MSc.) i stopień doktora (PhD) z ekonomiki energii na Uniwersytecie Technicznym w Wiedniu.
Po sześciu latach pracy dla OPEC przeszedł w 1995 roku do Międzynarodowej Agencji Energetycznej (MAE), gdzie sprawował funkcję jej głównego ekonomisty i dyrektora departamentu Globalnej Ekonomii Energetycznej. Pod jego kierunkiem opracowany jest coroczny raport World Energy Outlook (WEO) – jedna z głównych publikacji MAE i jedno z najbardziej uznanych źródeł analizy strategicznej rynków energii. Od września 2015 roku Birol jest dyrektorem agencji (ang. executive director) – w styczniu 2018 roku został ponownie wybrany jej dyrektorem.
Fatih Birol jest także założycielem i przewodniczącym działającej przy MAE Rady Biznesu Energetycznego (IEA Energy Business Council, która zapewnia platformę współpracy pomiędzy przemysłem energetycznym i ustawodawcami.

## Wybrane odznaczenia

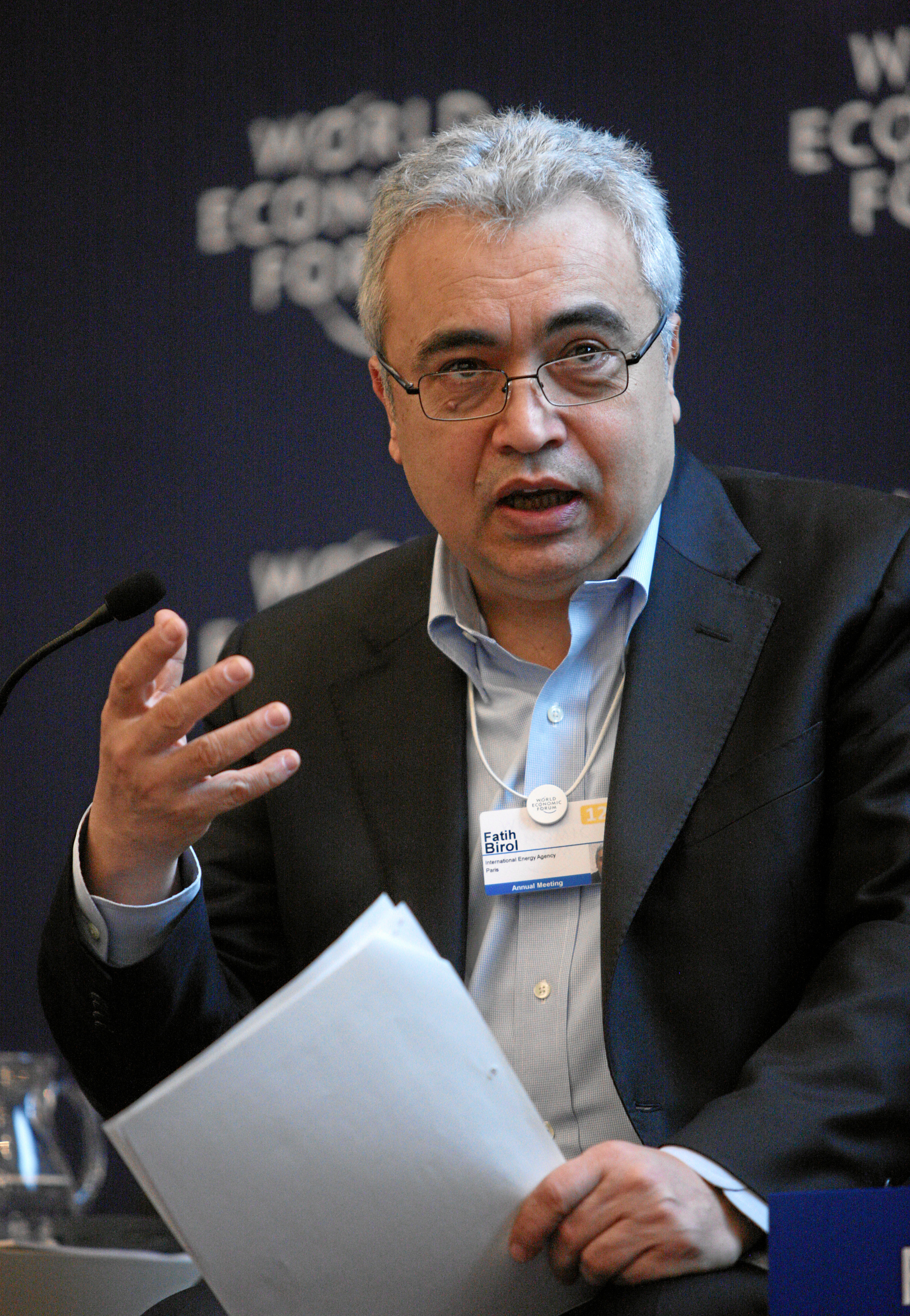
Dr Birol podczas Światowego Forum Ekonomicznego, Davos, 2012

Birol został uznany przez magazyn Forbes za jedną z najbardziej wpływowych postaci światowej sceny energetycznej. W 2017 roku Financial Times uznał go za osobowość roku w dziedzinie energii.
Birol jest Przewodniczącym Energetycznej Rady Doradczej Światowego Forum Ekonomicznego (Davos) i członkiem „Wysokiej grupy ds. Zrównoważonej Energii dla Wszystkich” pod egidą Sekretarza Generalnego ONZ. Jest laureatem nagrody za wyjątkowe zasługi zawodowe przyznawanej dorocznie przez Międzynarodowe Stowarzyszenie Ekonomii Energetycznej. Otrzymał również odznaczenia przyznawane przez rząd Turcji (2005), USA (2004) oraz Rosyjską Akademię Nauk (2002).
- 2006 – Złoty Odznaka Honorowa za zasługi dla Republiki Austriackiej
- 2007 – Order Palm Akademickich Republiki Francuskiej
- 2009 – Order Zasługi Republiki Federalnej Niemiec – Krzyż Zasługi I. Klasy (Verdienstkreuz 1. Klasse des Verdienstordens der Bundesrepublik Deutschland) najbardziej prestiżowy order przyznawany przez Republikę Federalną Niemiec[4]
- 2012 – Order Zasługi Republiki Włoskiej, najwyższe odznaczenie przyznawae przez Prezydenta tego kraju[5]
- 2013 – dwie nagrody specjalne z rąk Wicepremiera oraz Ministra Spraw Zagranicznych Iraku w uznaniu za pracę nad raportem specjalnym Perspektywy Energetyczne Iraku (ang. Iraq Energy Outlook)[6]
- 2013 – doroczna nagroda Eurelectric za „wyjątkowe zasługi dla zwiększania zrozumienia szans i wyzwań stojących przed sektorem elektroenergetycznym” poprzez prace nad kluczową publikacją MAE, World Energy Outlook[7]
- 2013 – doktorat honoris cause Imperial College London[8]
- 2013 – Order Gwiazdy Polarnej Królestwa Szwecji[9]
- 2014 – Order Wschodzącego Słońca[10]
- 2016 – Carnot Prize[11]